# Robert Burckel

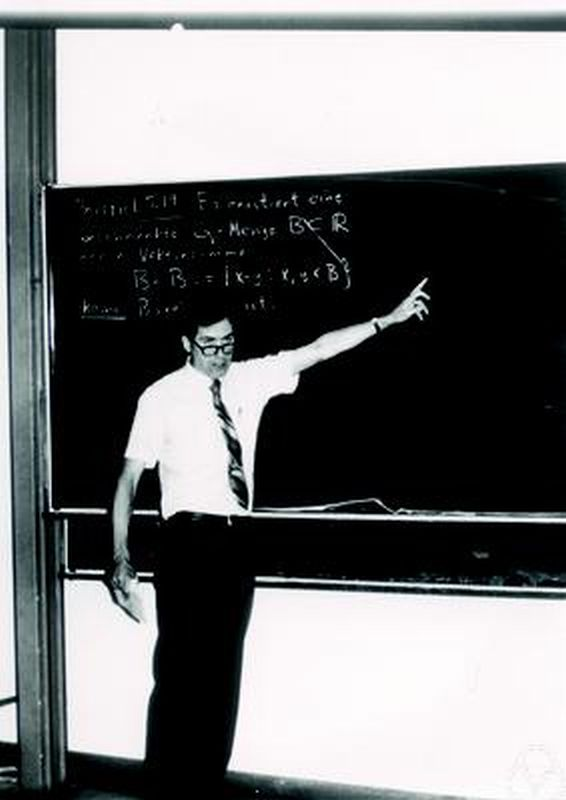
Robert Burckel, Erlangen 1987

Robert Bruce Burckel (* 15. Dezember 1939 in Louisville (Kentucky); † 10. Dezember 2023 in Manhattan (Kansas)) war ein US-amerikanischer Mathematiker und Hochschullehrer.

## Werdegang
Burckel studierte Mathematik an der University of Notre Dame mit dem Bachelor-Abschluss 1961 und an der Yale University mit dem Master-Abschluss 1963 und der Promotion 1968 bei Frank John Hahn (Weak Almost Periodic Functions on Semigroups). Gleichzeitig war er ab 1966 Instructor und später Assistant Professor an der University of Oregon. 1971 wurde er Associate Professor und 1980 Professor an der Kansas State University.
1977/78 war er Assistenzprofessor an der Universität des Saarlandes und 1984/85 und 1992/93 Gastprofessor an der Universität Erlangen.
Er befasste sich mit komplexer Analysis und harmonischer Analysis. Von ihm stammt ein Lehrbuch über Funktionentheorie.

## Schriften
- Introduction to Classical Complex Analysis, Band 1, Birkhäuser, Academic Press 1979 (Lehrbücher und Monographien auf dem Gebiete der Exakten Wissenschaften 64)[4]
- Classical Analysis in the Complex Plane, Birkhäuser 2021[5]

Er übersetzte Bücher von Heinz Bauer als Measure and Integration Theory (De Gruyter 2001) und Probability Theory (De Gruyter 1996) ins Englische.